# Era Tulipanów

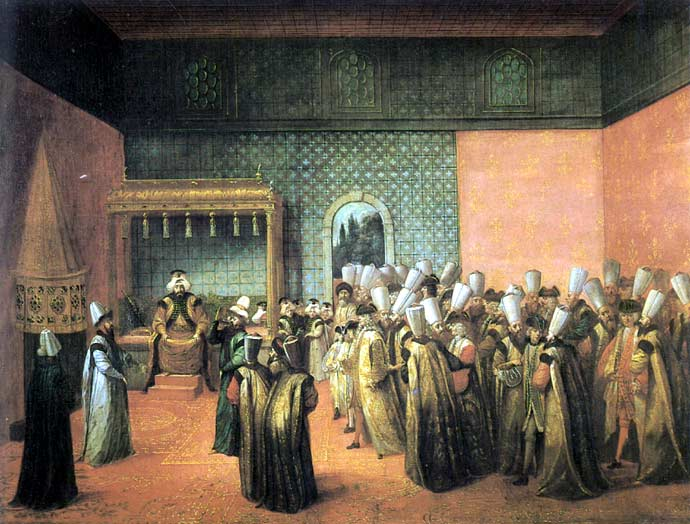
Sułtan Ahmed III udziela audiencji dnia 10 października 1724 roku, malował Jean-Baptiste van Mour

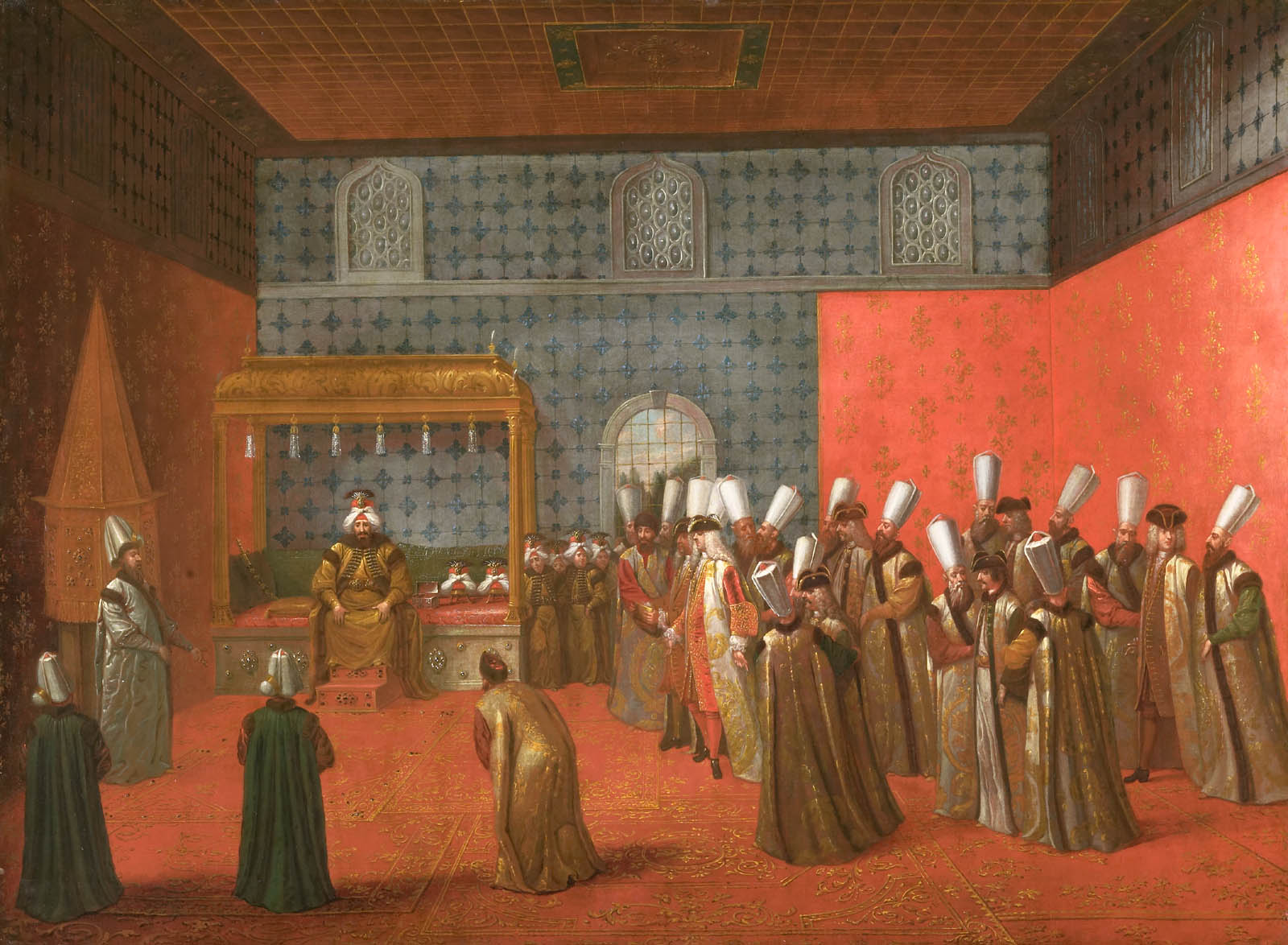
Ambasador Cornelis Calkoen na audiencji u sułtana Ahmeda III w 1727, malował Jean-Baptiste van Mour

Era Tulipanów (niem: Tulpenzeit, ang: Tulip Era, tur: Lâle Devri) – okres w historii Turcji trwający od 1718 do 1730 roku, kiedy rządził Ahmed III. Jeszcze bardziej niż sułtan proeuropejski był wielki wezyr Nevşehirli Damat İbrahim Pasha (zm. 1730). Czasy te charakteryzowały się bezprecedensowym zainteresowaniem i zafascynowaniem europejskością oraz powrotem do tradycji zdobniczych Imperium Osmańskiego z XVI wieku i perskich Safawidów. Okres zakończył się w 1730 roku powstaniem Patrony Halila, które usunęło Ahmeda z tronu. Był to okres pewnego odprężenia w stosunkach międzynarodowych (poza toczoną daleko od stolicy, na obrzeżach państwa wojną z Persją) oraz prób reform ekonomicznych. Nazwa została nadana przez dwudziestowiecznych historyków, a pochodzi od wielkiego zainteresowania tulipanami wśród ówczesnej arystokracji. 
Cudzoziemcy byli w Turcji Ahmeda III widziani chętniej niż dotychczas. Malarz holenderski Jean-Baptiste van Mour (1671–1737) sportretował wiele wydarzeń z dworu w Stambule. Francuscy oficerowie pomagali zreorganizować turecką armię. 
Stambuł wyraźnie rozkwitł, powiększając się w kierunku Bosforu. Zaczęto budować rezydencje poza murami miejskimi. Nad Złotym Rogiem zaczęto budować wille w stylu wersalskim. Widoczne stawały się sekularyzacyjne dążenia w życiu społecznym. Z okresem tym związany jest malarz miniatur z Tessalonik Levni i próby odrodzenia tureckiego przemysłu ceramicznego w İznik. Również w tym okresie tworzył słynny poeta Nedîm. Pierwszą drukarnię założył İbrahim Müteferrika; powstała też papiernia. 